# Source SDK
Source SDK is een framework geproduceerd door Valve Software die gebruikt wordt om levels of modificaties te maken voor de Source engine.

## Functies in het programma
Applications:
- Hammer Editor
- Model Viewer
- Face Poser

Utilities:
- Create a Mod
- Refresh SDK Content
- Reset Game Configurations
- Edit Game Configurations

Er zijn ook een paar verborgen applicaties. De meeste van deze werken alleen als je ze opstart via een commando. Deze programma's zijn inclusief VTEX (een omzetter om TGA bestanden naar materialen te zetten die je kan gebruiken in de leveleditor.) en bpspzip (een programma om alle bestanden in een bestand op te slaan, meestal eigen textures).

### Engine versies
Het source SDK programma heeft twee opties om de engine versie te kiezen. Een gebruiker kan de nieuwste versie van Source selecteren, of de vorige versie (HL2 - Episode 1).

### Commando programma's
Sommige van de commando programma's zijn beter gemaakt. De nieuwste versie van source laat je Particle simulation uitvoeren.

### Model Viewer
De Model Viewer is een programma dat models laat zien die gebruikt zijn in de Source engine. Voorbeelden van models zijn bijvoorbeeld:
- Bomen
- Struiken
- Lampen
- Stoplichten
- Verkeersborden

De Model Viewer kan gebruikt worden door ontwerpers om hun models te bekijken. De model Viewer laat ook animaties zien die bij sommige models zit. De model viewer kan alle 3d models laten zien als het maar geen brush (Een object gemaakt in  Hammer dat staat voor de grenzen van de wereld in Source - bijvoorbeeld een vloer, muur, kamer, of terrein buiten, De Model Viewer kan ook geen textures weergeven (Hammer wordt daarvoor gebruikt.).

## Volledige lijst van SDK programma's
- bspzip
- demoinfo
- glview
- Hammer
- height2normal
- height2ssbump
- hlfaceposer
- Model Viewer
- motionmapper
- qc_eyes
- SDKLauncher
- shadercompile
- studiomdl
- vbsp
- vconfig
- vrad
- vtex
- vtf2tga
- vvis
- xwad

## Source SDK downloaden
Source SDK is niet zomaar te vinden op het internet. Valve stelt het programma enkel ter beschikking via Steam. Om gebruik te maken van Source SDK moet men eerst Steam donwloaden en installeren. Vervolgens kan men in "Tools" Source SDK downloaden.